# Волингтон (Њу Џерзи)
Волингтон (енгл. Wallington) град је у америчкој савезној држави Њу Џерзи.

## Демографија
По попису из 2010. године број становника је 11.335, што је 248 (-2,1%) становника мање него 2000. године.
| Група             | 2000.         | 2010.         |
| Белци             | 9.733 (84,0%) | 9.048 (79,8%) |
| Афроамериканци    | 309 (2,7%)    | 366 (3,2%)    |
| Азијати           | 577 (5,0%)    | 631 (5,6%)    |
| Хиспаноамериканци | 776 (6,7%)    | 1.225 (10,8%) |
| Укупно            | 11.583        | 11.335        |